# Бенілюкський меморандум
Бенілю́кський мемора́ндум — документ, розроблений трьома країнами Бенілюксу (Бельгія, Нідерланди, Люксембург) 18 травня 1955 року як засіб відновлення європейської інтеграції на ґрунті загального спільного ринку.

## Передумови
Провал Європейської оборонної спільноти (ЄОС) і Європейської політичної спільноти зупинив процес європейської інтеграції в 1954 році. У той момент Йоган Віллем Беєн (міністр закордонних справ Нідерландів) виступив з ініціативою відродити ідею, засновану на Ушської конвенції 1932 року, яку він уже висунув у грудні 1952 та лютому 1953 року для Європейської політичної спільноти (ЄПС). Він запропонував, щоб країни-члени Європейської спільноти з вугілля та сталі розвивали спільний ринок без митних зборів чи імпортних квот замість галузевої інтеграції, яку вибрало ЄСВС. 4 квітня 1955 року Беєн надіслав меморандум своїм колегам з країн Бенілюксу Полю-Анрі Спааку (Бельгія) і Джозефу Беху (Люксембург), у якому запропонував свою ідею митного союзу.
Три міністри закордонних справ Бенілюксу зустрілися в Гаазі 23 квітня 1955 року. На основі меморандуму Беєна та меморандуму Жана Моне про атомну енергетику вони підготували проєкт спільного меморандуму для представлення своїм колегам з Європейської спільноти з вугілля та сталі (ЄСВС). Вони завершили роботу над меморандумом 18 травня 1955 року і представили його урядам Франції, Німеччини та Італії 20 травня 1955 року. Вони запропонували провести міжурядову конференцію для підготовки інтеграції у сферах, зазначених у меморандумі, та обговорити шлях до загальної інтеграції європейської економіки.

## Резюме
У меморандумі країни Бенілюксу запропонували заснувати Економічну спільноту на основі загального спільного ринку та галузевого підходу до транспорту та енергетики, особливо атомної енергетики (останнє відповідало підходу, прийнятому з ЄСВС). Спільний ринок мав бути досягнутий шляхом поступового зниження торгових обмежень і митних тарифів. Окрім економічної сфери, меморандум пропонував інтеграцію також у соціальній та фінансовій сферах. Крім того, вони запропонували створити спільний (наднаціональний) незалежний орган влади.

## Наслідки
Загальна асамблея Європейської спільноти вугілля та сталі, яка зібралася 14 травня 1955 року, вирішила, що на конференції в Мессіні, яка відбудеться пізніше того ж місяця, вони обговорять шляхи просування до європейської інтеграції.